# Хромель
Хроме́ль — сплав, состоящий из следующих элементов: хром — 8,7—10 %; никель — 89—91 %; кремний, медь, марганец, кобальт — примеси.
| Параметр:                                      | Значение:                                            |
| ---------------------------------------------- | ---------------------------------------------------- |
| Температурный коэффициент линейного расширения | 13,1·10−6 K−1 (0-100 °C)                             |
| Удельное электрическое сопротивление           | 6,8·10−7 Ом·м                                        |
| Механические свойства                          |                                                      |
| Удлинение при разрыве                          | <44 %                                                |
| Ударная прочность                              | 108 Дж·м−1                                           |
| Модуль упругости                               | 186 ГПа                                              |
| Прочность на разрыв                            | 620—780 МПа                                          |
| Физические свойства                            |                                                      |
| Плотность                                      | 8,7 г·см−3                                           |
| Температура плавления                          | 1420 °C                                              |
| Магнитные свойства                             | Парамагнетик, точка Кюри −120 °C                     |
| Тепловые свойства                              |                                                      |
| Коэффициент термического расширения            | 15,7×10−6 K−1 при 800 °C                             |
| Максимальная рабочая температура в воздухе     | 1100 °C                                              |
| Теплопроводность                               | 17,6 Вт·м−1·K−1 при 20 °C 34,3 Вт·м−1·K−1 при 800 °C |

Из сплава изготавливают проволоку для термопар, наиболее распространена термопара типа хромель-алюмель (ХА, в международной классификации тип К). Также используются термопары хромель-копель (ХК, международное — тип L).